# Dirk Bikkembergs
Dirk Bikkembergs (* 2. ledna 1959 Bonn) je belgický módní návrhář.
Narodil se v německém Bonnu, kde jeho otec sloužil v belgické armádě. Většinu dospívání však strávil v belgické obci Diepenbeek. V roce 1982 absolvoval Královskou akademii výtvarných umění v Antverpách. Spolu s pěti dalšími studenty je řazen do skupiny zvané Antverpská šestka – dalšími jsou Walter van Beirendonck, Dirk van Saene, Dries van Noten, Ann Demeulemeester a Marina Yee. Bikkembergs se specializuje mimo jiné na sportovní dresy. Původně spolupracoval s malým italským klubem F.C. Fossombrone.